# 1seg
1seg (jap. ワンセグ wansegu) – standard przesyłu naziemnej telewizji cyfrowej, radia i danych dla urządzeń mobilnych wykorzystywanym w Japonii. Pierwsza eksperymentalna transmisja została uruchomiona w 2005 roku, natomiast oficjalna 1 kwietnia 2006 roku. Pierwsze telefony z możliwością odbioru tego sygnału firma KDDI zaczęła sprzedawać jesienią 2005.

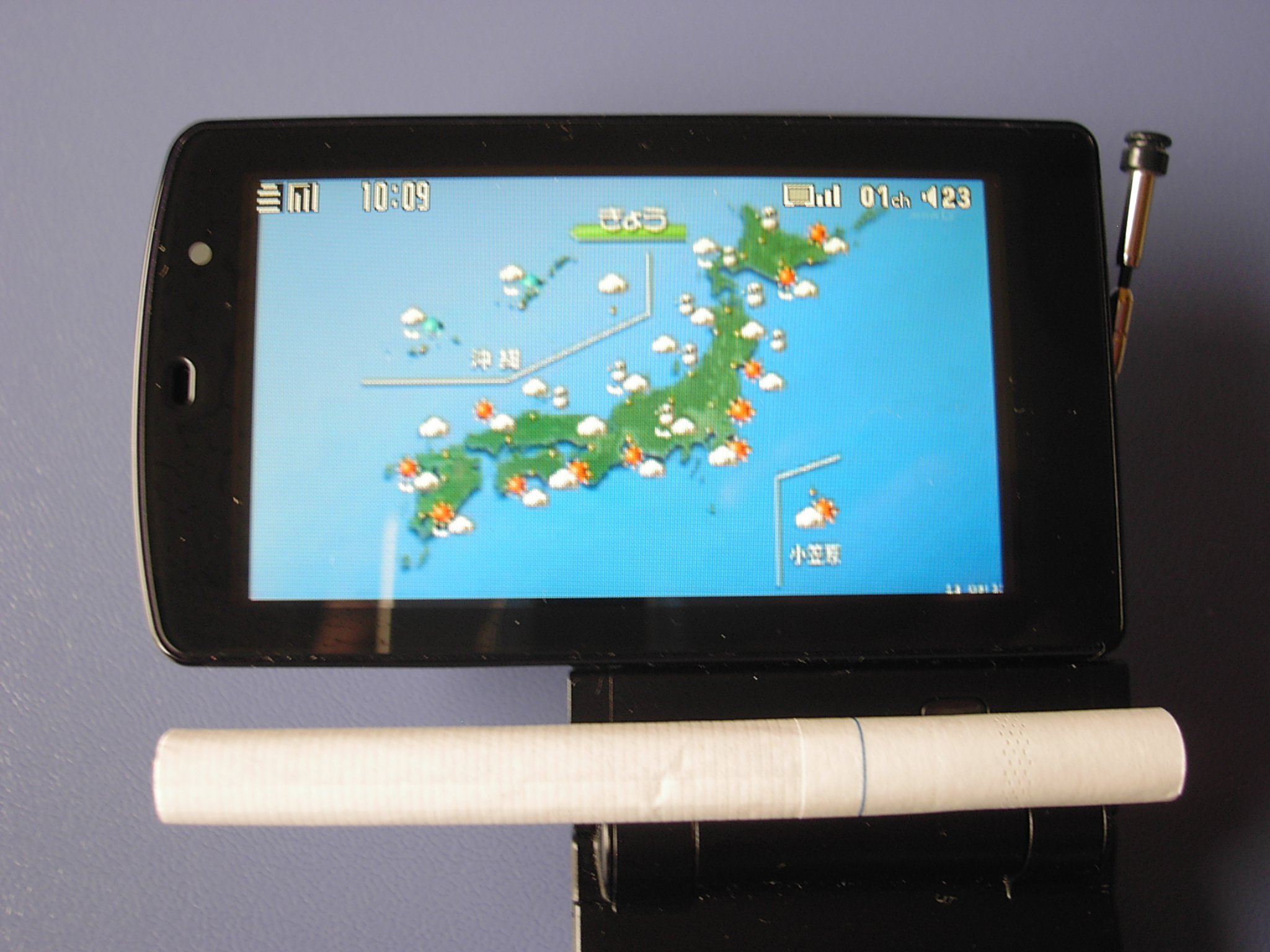
One seg TV nadawana na telefonie komórkowym Docomo F904i, telewizja NHK (prognoza pogody). Długość papierosa 84 mm.

Cyfrowa transmisja naziemna (Terrestrial digital broadcast) ISDB-T w Japonii zaprojektowana jest tak, że każdy kanał jest podzielony na 13 pasm (plus jedno pasmo oddzielające kanały). Sygnał HDTV zajmuje 12 pasm, pozostałe 13. pasmo wykorzystywane jest do nadawania sygnału dla urządzeń mobilnych. Stąd nazwa '1seg' (jeden segment).

## Strona techniczna
System 1seg przesyła pakiety video skompresowane za pomocą kodeka H.264 oraz audio za pomocą AAC+SBR, wewnątrz strumienia transportowego MPEG-2. 1seg - tak samo jak ISDB-T - wykorzystuje modulacje QPSK wraz z kodowaniem korekcyjnym FEC o sprawności 2/3 i 1/4. Całkowita przepływność systemu wynosi 416 kbps. Maksymalna rozdzielczość obrazu to 320x240 pikseli, przepływność video waha się pomiędzy 220 a 320 kbit/s. Sygnał audio kodowany zgodnie z AAC+SRB ma przepływność 48-64 kbit/s. Istnieje możliwość przesłania dodatkowych danych wykorzystując BML (EPG, serwisy interaktywne itp.); przeznaczone jest na to 10-100 kbit/s.
W standardzie nie zawarto kontroli dostępu i zabezpieczeń przed kopiowaniem, jednakże każdy producent może ograniczyć funkcje nagrywania, np. odbiornik W33SA umożliwia nagrywanie jedynie do pamięci wewnętrznej, nie pozwala na nagrywanie na zewnętrzną pamięć miniSD.